# Megaphyllum iranicum
Megaphyllum iranicum är en mångfotingart som beskrevs av Sergei I. Golovatch 1983. Megaphyllum iranicum ingår i släktet Megaphyllum och familjen kejsardubbelfotingar. Inga underarter finns listade i Catalogue of Life.